# Arsenios Kappadokijský
Svatý Arsenios Kappadokijský (světským jménem: Theodorus Annitsalichos; 1840, Farasy – 10. listopadu 1924, Korfu) byl řecký pravoslavný duchovní a archimandrita.
Pokřtil svatého Paisia Svatohorce.

## Život
Narodil se roku 1840 ve vesnici Farasy v Kappadokii. V raném věku osiřel a se svým starším bratrem Vlasiem žil u tety z matčiny strany.
Vzdělání získal ve městě Niğde a poté v semináři ve Smyrně. Asi ve 26 let přijal v monastýru svatého Jana Předchůdce v Zindzi-Dere (Kayseri) mnišský postřih. Byl rukopoložen na diákona a poslán do rodné vesnice učit děti. Roku 1870 byl rukopoložen na jeromonacha a zároveň získal hodnost archimandrity. Po kněžském svěcení odešel na pouť do Svaté země. Od této doby byl oslovován Chadži-efendi.
I když žil ve světském prostředí, vedl asketický život. Každou středu a pátek odešel do ústraní a intenzivně se modlil. Měl dar uzdravování, který přitahoval nejen Řeky ale také muslimské Turky. Nikdy nikoho neodmítl. Nadměrná a upřímná láska lidu však světce přiměla, aby se choval jako jurodivý.
Konstantinopolský a Jeruzalémský patriarcha mu nabízeli biskupskou hodnost, což odmítl. Souhlasil se službou exarchy Božího hrobu a pomoci poutníkům do Svaté země. Roku 1924 byli Řekové nuceni odejit z Malé Asie do Řecka. Zemřel 10. listopadu 1924 na ostrově Korfu, 40 dní po příjezdu jak předpověděl.

## Kanonizace
Po své smrti upadl do zapomnění. Roku 1958 jeho ostatky nalezl svatý Paisios Svatohorec a po dlouhou dobu se nacházeli v Konitse, kde žili Řekové z Farasy. Roku 1970 je Paisios přenesl do ženského monastýru svatého Jana Předchůdce v Souroti u Soluně, kde byly uchovávány v obyčejné truhle poblíž oltáře. Zázraky u jeho ostatků upoutaly pozornost. Následující rok Paisios sepsal jeho životopis. Svatořečen byl 11. února 1986 Svatým synodem Konstantinopolského patriarchátu.